# Eskvilin
Eskvilin (lat. Mons Esquilinus) jedan je od sedam rimskih brežuljaka, na kojima je izgrađen Rim. Dvije poznate uzvisine na Eskvilinu su Oppius (tal. Oppio) i Cispius (tal. Cispio). Oppius se sastoji uglavnom od velikog parka i ostataka Trajanovih termi. Jedna od glavnih znamenitosti koja je smještena na Eskvilinu je bazilika sv. Marije Velike. Između nje i Oppiusa je manja uzvisina Fagutal (lat. Mons Fagutalis).
Na trgu "Piazza Vittorio Emanuele II." nalazi se tzv. Porta Magica (tal.’magična vrata’), poznata i pod imenom Porta Alchemica. Zazidana vrata jedini su ostaci vile Palombara, koju je sredinom 17. stoljeća dao sagraditi markiz Massimiliano Palombara. Markiz je posebice bio zainteresiran za ezoterične znanosti, i podupirao je veliki broj alkemičara u Rimu. Smatra se da su vrata bila ulaz u alkemičarski laboratorij.
Galijenov luk je ostatak Porte Esquilina, jedne od sedam antičkih rimskih porti. Luk je prvobitno bio dio Servijevog zida kojeg je dao sagraditi Servije Tulije 
u 6. stoljeću pr. Kr. Cezar August ukrasio je luk, a oko 260. g. pr. Kr luk je posvećen cezaru Galijenu.